# Liste romanischer Klöster, Kirchen und Kapellen in Côte-d’Or (Burgund)

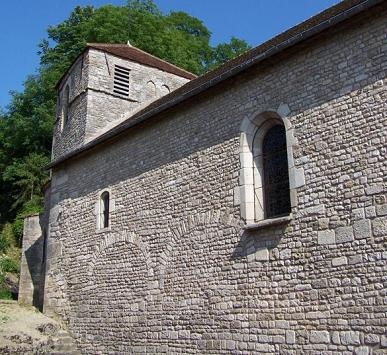
Alise-Sainte-Reine

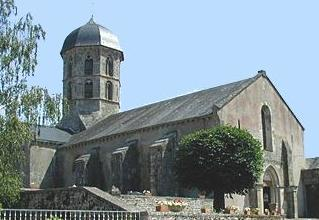
Bard-le-Régulier

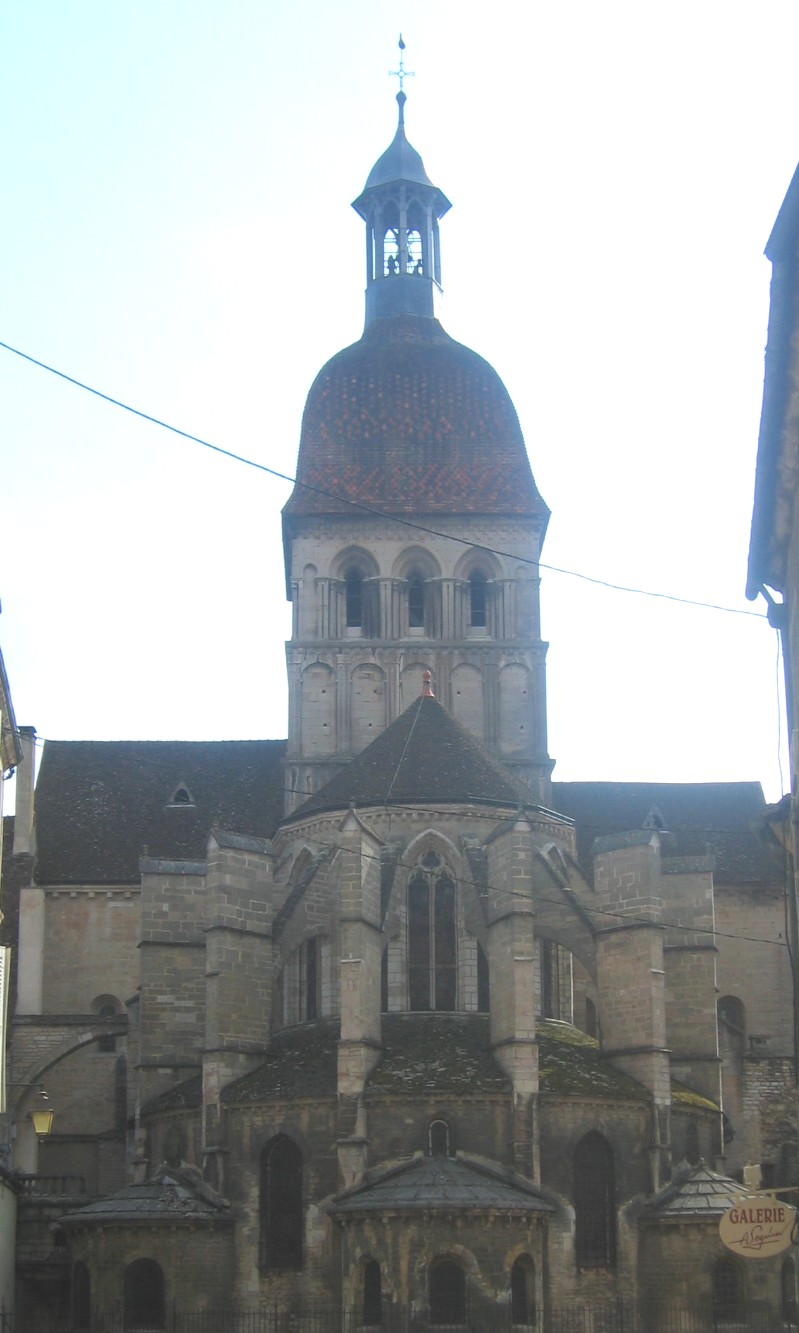
Beaune, Notre-Dame

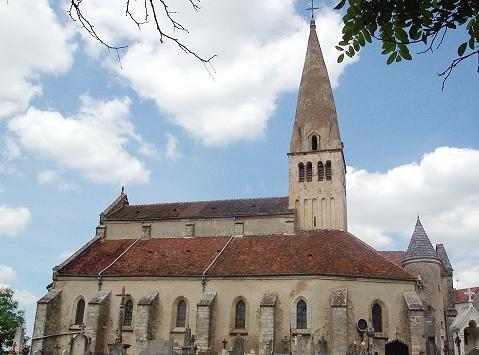
Bligny-sur-Ouche

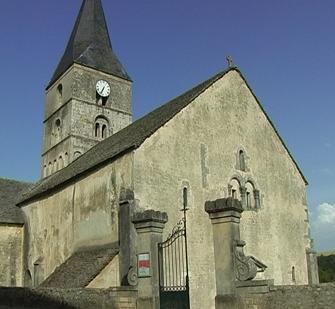
Bussy-le-Grand

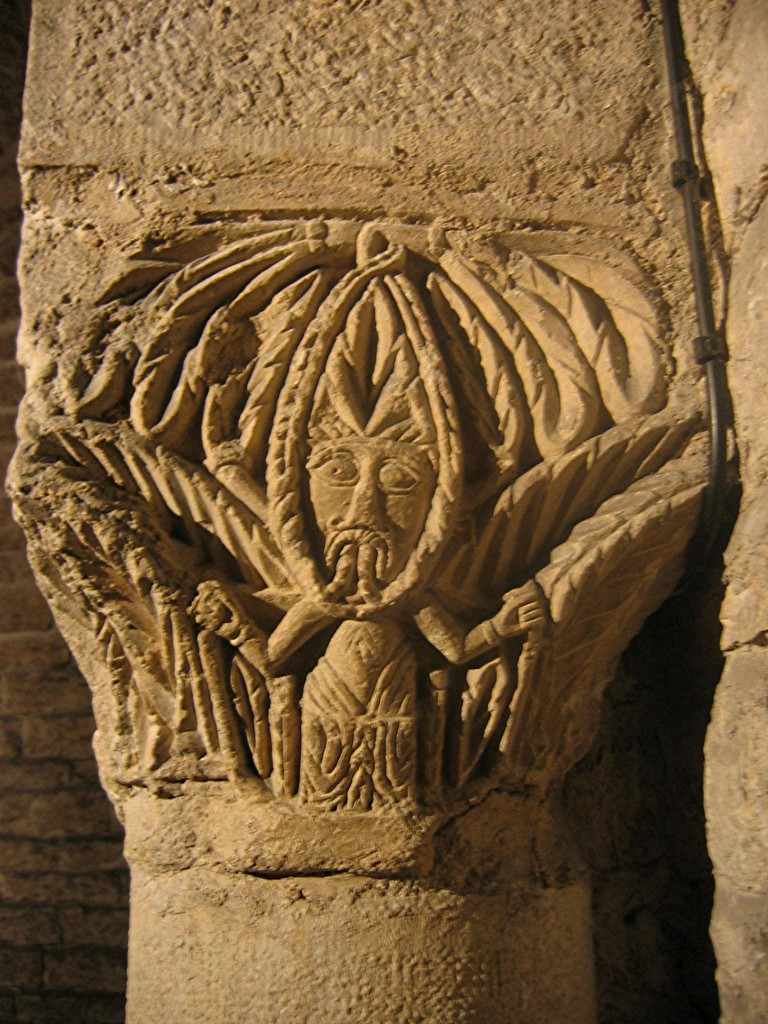
Dijon, Saint-Benigne

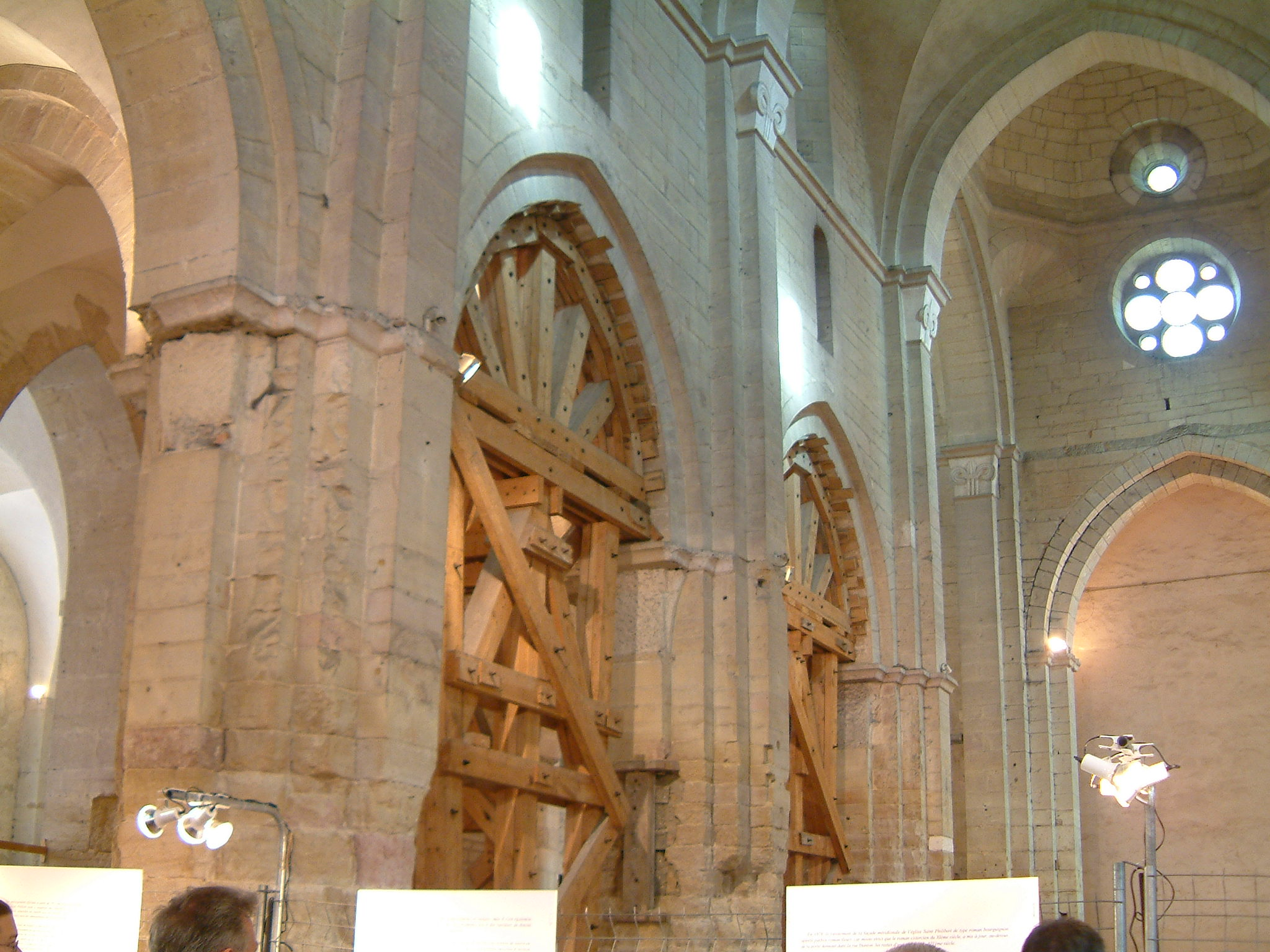
Dijon, Saint-Philibert

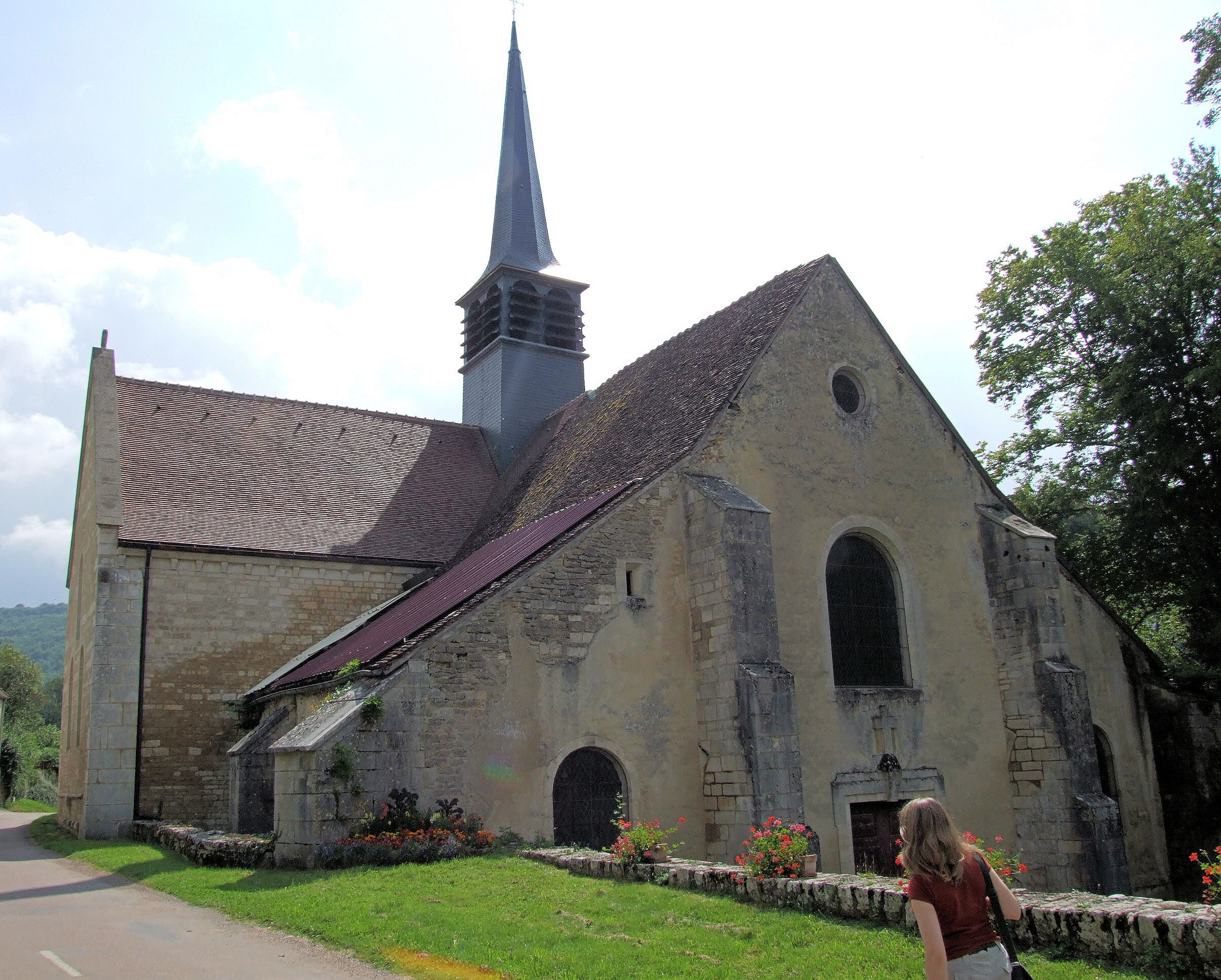
La Bussière

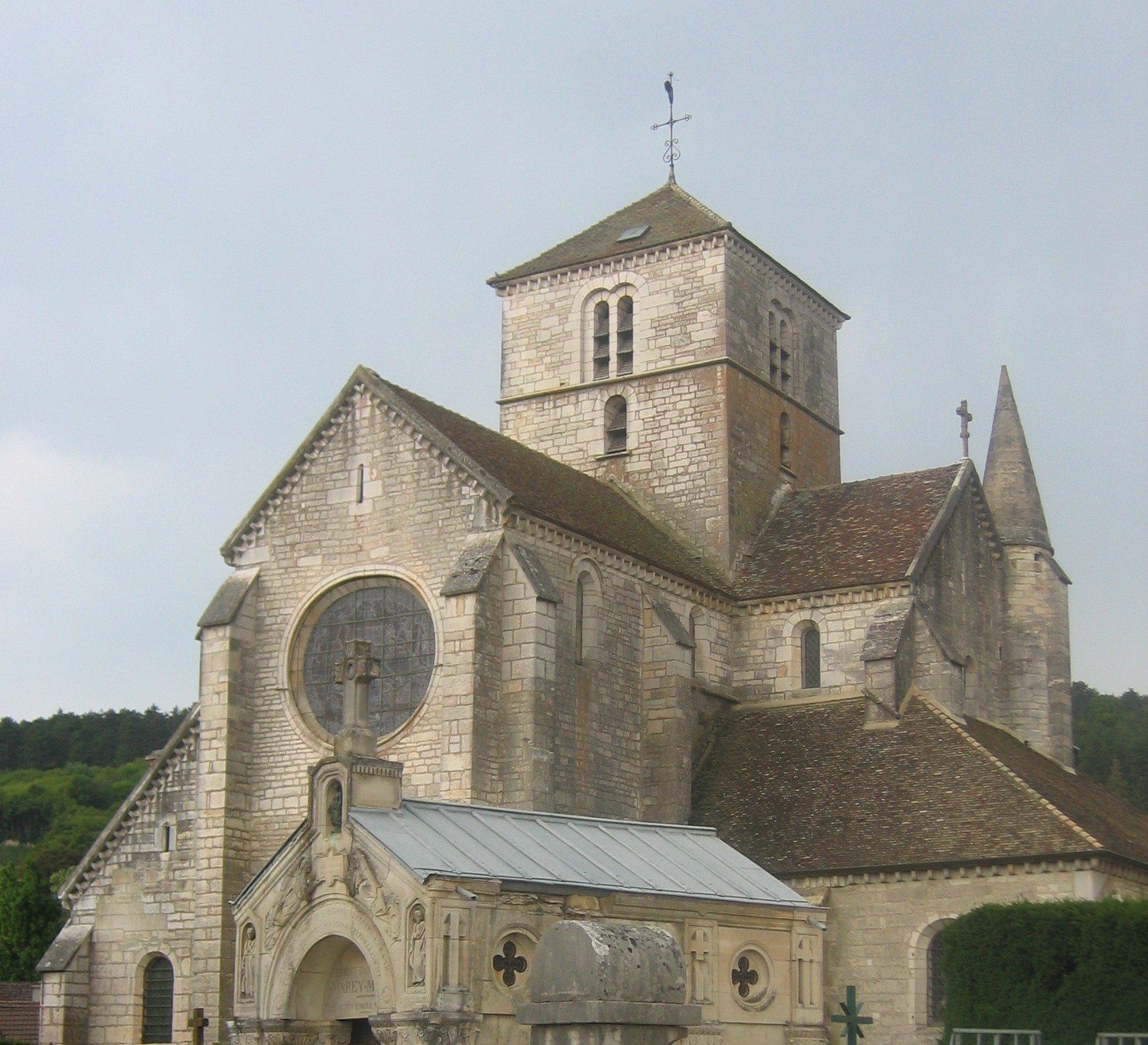
Nuits-Saint-Georges

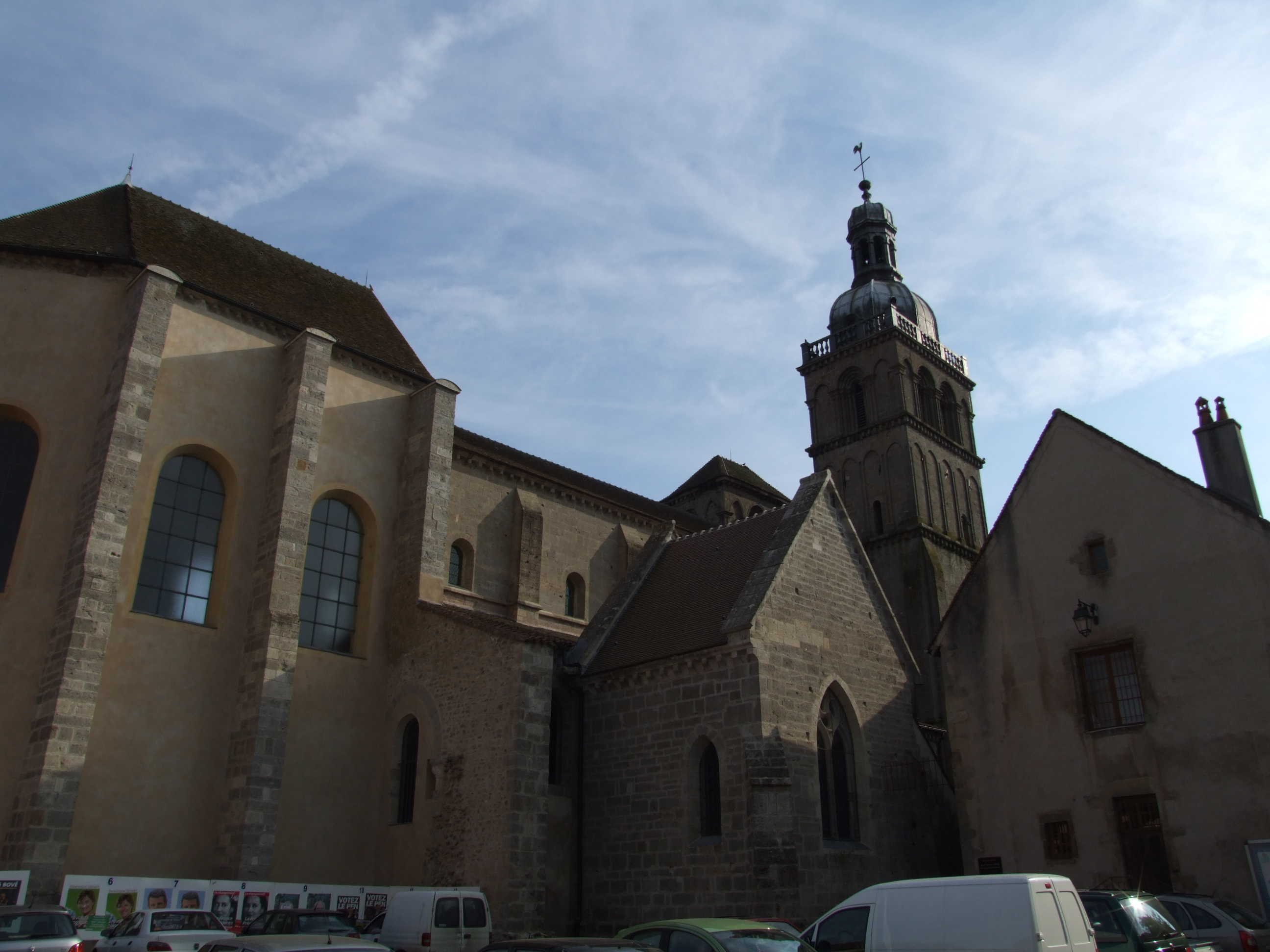
Saulieu

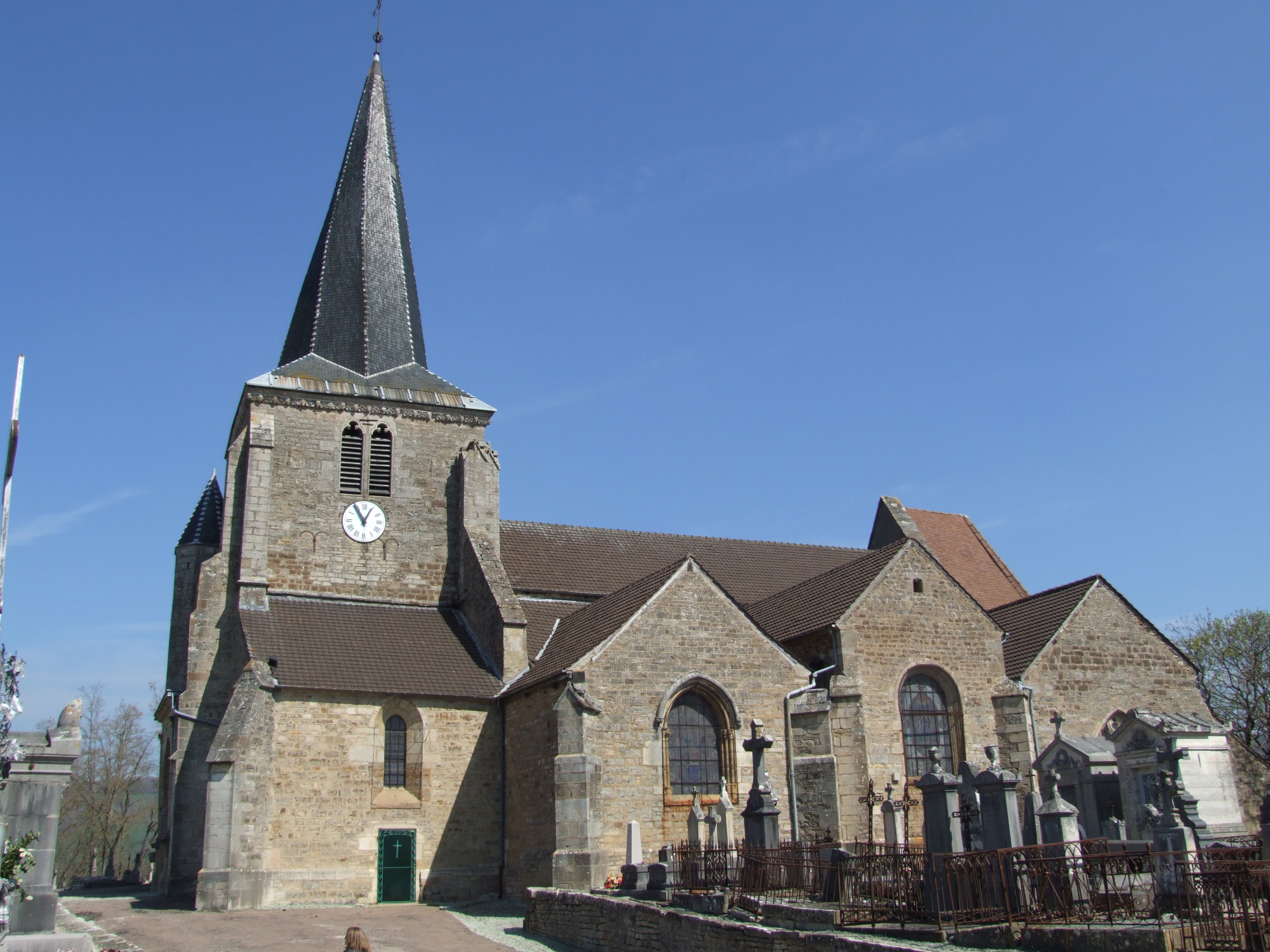
Vitteaux

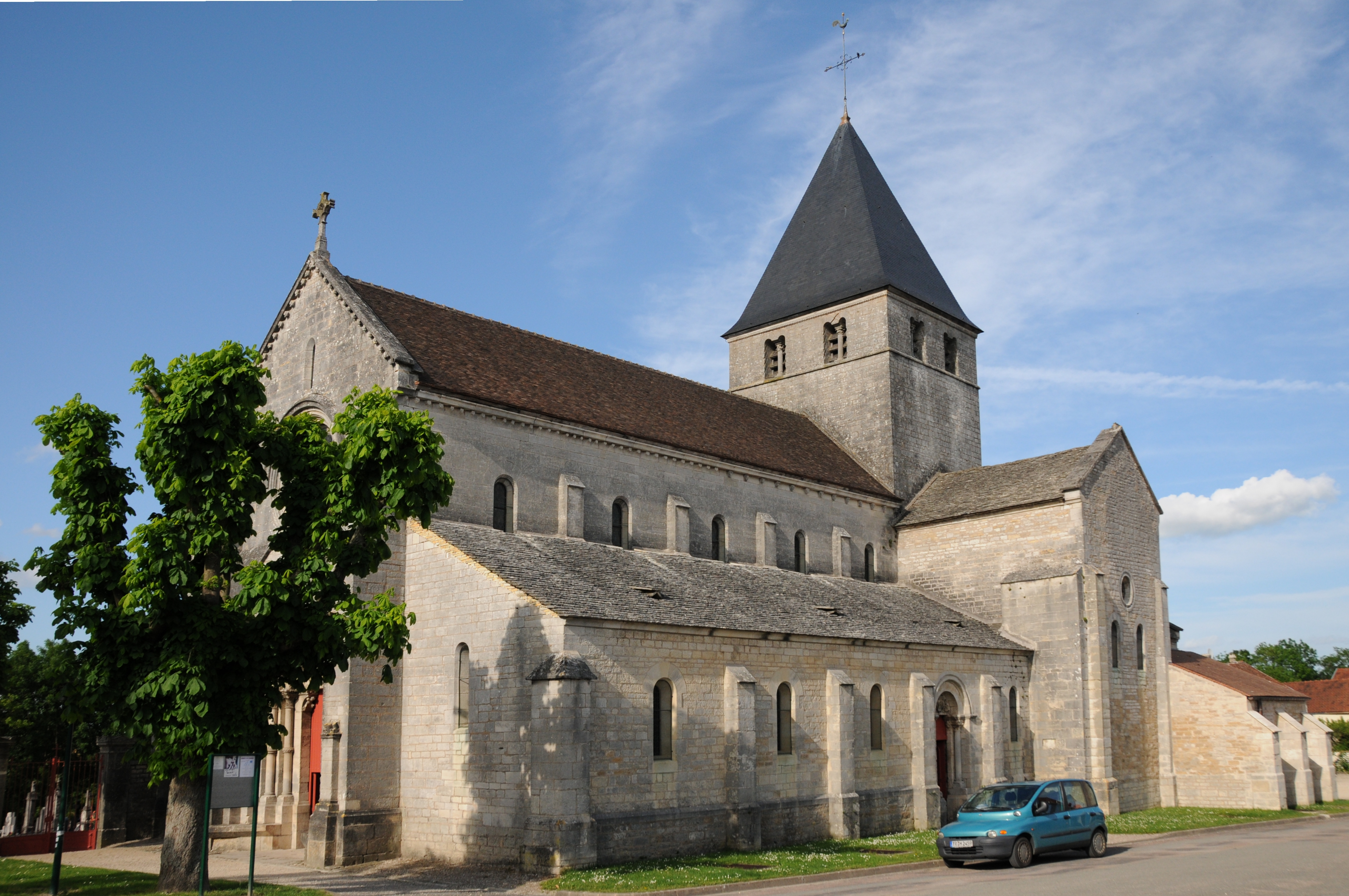
Til-Châtel. Saint-Florent-et-Saint-Honoré

Diese Liste führt romanische Klöster, Kirchen und Kapellen im Département Côte-d’Or in der französischen Region Burgund (Bourgogne) auf. (weitere Départements in Burgund: Nièvre, Saône-et-Loire, Yonne; siehe auch Liste der Kirchen und Klöster in Burgund).
1. Agencourt, Notre-Dame-de-l’Assomption
2. Ahuy, Saint-Agnan
3. Aiserey, Saint-Aubin-d’Angers
4. Alise-Sainte-Reine, Saint-Léger
5. Allerey, Saint-Pierre
6. Antheuil, Saint-Antide
7. Arceau, Saint-Pierre
8. Arcon (Belleneuve), Notre-Dame
9. Arconcey, Notre-Dame-de-l’Assomption
10. Argilly, Notre-Dame-de-l’Assomption
11. Arnay-sous-Vitteaux, Saint-Alban
12. Arrans, Saint-Pierre-ès-Liens
13. Asnières-les-Dijon, Notre-Dame-de-la-Nativité
14. Athie, Saint-Cassien
15. Aubaine, Saint-Quentin
16. Aubigny-la-Ronce, Saint-Jean-Baptiste
17. Auxey-le-Petit (Auxey-Duresses)
18. Auxonne, Notre-Dame-de-la-Nativité
19. Bagnot, Notre-Dame-de-la-Nativité
20. Barbirey-sur-Ouche, Saint-Martin
21. Bard-le-Régulier, Saint-Jean-l’Evangeliste, ehem. Priorat
22. Bard-les-Époisses, Sculpture dans le Château
23. Barges, Notre-Dame-de-l’Assomption
24. Baubigny, Saint-Léger
25. Beaumont (Riel-les-Eaux), Grange de Beaumont
26. Beaune, Notre-Dame
27. Beaune, Saint-Flocel
28. Beaune, Maisons Romanes
29. Beaune, Saint-Jacques
30. Beaune, Chapelle du Domaine Bapteault
31. Beaune, Maladerie de St-Gilles-de-Mauves
32. Beaune, Saint-Baudèle
33. Beaune, Saint-Martin
34. Belleneuve, Saint-Etienne
35. Bellenod(-sur-Seine), Saint-Pierre-et-Saint-Paul
36. Bellenot-sous-Pouilly, Saint-Martin
37. Bessey-la-Cour, Saint-Nazaire-et-Saint-Celse
38. Beuray-Bauguay, Saint-Martin
39. Bevy, Saint-Pierre-et-Saint-Paul
40. Bèze, Saint-Pierre-et-Saint-Paul
41. Bèze, Saint-Remy
42. Bèze, Saint-Prudent
43. Bezouotte, Saint-Martin
44. Blaisy-Haut, Saint-Martin
45. Blancey, Saint-Symphorien
46. Blanot, Saint-Andoche-et-Saint-Tyrse
47. Blessey, Maisons Romanes
48. Bligny-sur-Ouche, Saint-Germain-d’Auxerre
49. Bonnencontre, Église de l’Immaculée Conception
50. Bouilland, Sainte-Marguerite
51. Bouilland, Saint-Martin
52. Bousselange, Notre-Dame-de-la-Nativite
53. Boussenois, Saint-Martin
54. Boussey, Saint-Barthélémy
55. Bretigny, Saint-Georges(-et-Saint-Firmin)
56. Brianny, Sainte-Apolline
57. Brochon, Saint-Symphorien
58. Broindon
59. Bruant (Detain-et-Bruant), Notre-Dame-de-la-Nativité-et-Saint-Martin
60. Bure-les-Templiers, Saint-Julien
61. Bure-les-Templiers, Saint-Julien
62. Bussy-le-Grand, Saint-Antonin
63. Buxerolles, Saint-Maurice
64. Cessey-sur-Tille, Saint-Christophe
65. Chailly-sur-Armancon, Saint-Ursin
66. Chamblanc, Notre-Dame-de-la-Nativite
67. Champ-d’Oiseau, Saint-Pierre-ès-Liens
68. Champignolles, Saint-Jean-Baptiste
69. Châteauneuf, Sainte-Sabine
70. Chatellenot, Saint-Pierre
71. Châtillon-sur-Seine, Saint-Vorles
72. Châtillon-sur-Seine, Saint-Thibault
73. Chaugey, Saint-Sulpice
74. Chazeuil, Saint-Symphorien
75. Cheuge, Notre-Dame-de-l’Assomption
76. Chevigny-Saint-Sauveur, Sainte-Trinité
77. Chorey(-les-Beaune), Saint-Luc
78. Cîteaux, Abtei
79. Citeaux (Saint-Nicolas-les-Citeaux), Notre-Dame
80. Clamerey, Saint-Cyr-et-Sainte-Julitte
81. Clomot, Saint-Médard
82. Collonges-les-Bevy, Saint-Pierre
83. Combertault, Saint-Hippolyte
84. Concoeur-Corboin (Nuits-Saint-Georges), Notre-Dame-de-la-Nativité
85. Corpoyer-la-Chapelle, Saint-Martin
86. Corrombles, Notre-Dame
87. Courban, St-Germain-d’Auxerre
88. Courcelles-les-Montbard, Saint-Pierre
89. Crécey-sur-Tille, Notre-Dame-de-la-Nativité
90. Crugey, Saint-Hippolyte
91. Cussey-les-Forges, Saint-Rémi
92. Daix, Prieuré de Bonvaux
93. Darcey(-la-Jolie), Saint-Bénigne
94. Diancey, Saint-Jean(-et-Saint-Andoche)
95. Dijon, Saint Benigne (Krypta)
96. Dijon, Saint-Philibert
97. Dijon, Cellier de Clairvaux
98. Dijon, Chapelle de la Maladiere
99. Dompierre-en-Morvan, Saint-Pierre
100. Dracy (Marcilly-les-Vitteaux), Saint-Georges
101. Drée, Saint-Denis
102. Echannay, Saint-Rémi
103. Echarnant (Montceau-et-Echarnant), Saint-Jean-Baptiste
104. Echevannes, Saint-Sulpice
105. Echevronne, Saint-Andoche
106. Echevronne
107. Époisses (Breteniere)
108. Époisses, Saint-Symphorien
109. Eringes, Saint-Barthélémy
110. Etais, Saint-Barthélémy
111. Etormay, Saint-Martin
112. Fain-les-Montbard, Saint-Denis(-et-Saint-Germain)
113. Fauverney, Saint-Georges
114. Fenay, Saint-Martin
115. Fixey, Saint-Antoine
116. Fixin, Saint-Martin
117. Fixin, Manoir de la Perriere
118. Flée, Saint-Symphorien
119. Saint-Pierre de Flavigny
120. Fleurey-sur-Ouche, Saint-Marcel
121. Fleurey-sur-Ouche, Saint-Jean-Baptiste
122. Fontaine-Francaise, Saint-Sulpice
123. Fontenay, Abtei
124. Fontangy, Saint-Leonard (ex-St-Baudry)
125. Fraignot-et-Vesvrotte, Saint-Martin
126. Fresnes, Saint-Pierre-et-Saint-Paul
127. Gamay (Saint-Aubin), Maison Forte
128. Gemeaux, Notre-Dame-de-l’Assomption
129. Gerland, Saint-Pierre
130. Gevrey-Chambertin, Saint-Aignan
131. Gevrey-Chambertin, Château
132. Gissey-sous-Flavigny, Saint-Martin
133. Gissey-sur-Ouche, Notre-Dame-de-la-Nativité
134. Glanot, Saint-Pierre
135. Grancey-le-Chateau, Saint-Germain
136. Gresigny-Sainte-Reine, Saint-Pierre
137. Hauteroche, Saint-Aubin
138. Hauteville-lès-Dijon, Saint-Pierre
139. Ivry-en-Montagne, Saint-Etienne
140. Jailly-les-Moulins, Sainte-Reine
141. La Bussière-sur-Ouche, Abbaye Notre-Dame-des-Trois-Vallées
142. La Motte-Ternant, Saint-Martin
143. La Rochepot, Notre-Dame-de-la-Nativité, ehem. Priorat
144. Ladoix-Serrigny (Serrigny), Notre-Dame-du-Chemin
145. Laignes, Saint-Didier(-de-Langres)
146. Lantenay, Saint-Martin
147. Lantenay, Saint-Louis
148. Lanthes, Sainte-Marie-Madeleine
149. Layer-sur-Roche (Bissey-la-Cote), Sainte-Madeleine
150. Levernois, Saint-Jean-Baptiste
151. Longvic, Saint-Pierre
152. Lucenay-le-Duc, Saint-Georges
153. Lugny (Leuglay), Chartreuse de Lugny
154. Marcenay, Saint-Vorles
155. Magnien, Saint-Agnan
156. Magny-les-Villers, Saint-Martin
157. Maizières (Magnien)
158. Marcigny-sous-Thil, Notre-Dame-de-la-Nativite
159. Marcilly-sur-Tille, Saint-Maurice
160. Marey-les-Fussey, Saint-Barthélémy
161. Marmagne, Saint-Leonard (ex-St-Germain)
162. Martrois
163. Massigny-les-Semur, Saint-Pierre-aux-Liens
164. Massingy, Saint-Vincent
165. Meloisey, Saint-Pierre
166. Merceuil, Saint-Laurent
167. Mesmont, Saint-Laurent
168. Meursault, Ancienne Leproserie
169. Meursault, Chateau de Citeaux
170. Minot, Saint-Pierre-et-Saint-Paul
171. Missery, Saint-Michel
172. Molesmes, Notre-Dame
173. Mont-Saint-Jean, Saint-Jean-Baptiste
174. Montbard, Saint-Urse
175. Montberthault, Saint-Jean-Baptiste
176. Monthélie, Saint-Germain-d’Auxerre
177. Montigny-Montfort, Saint-Martin(-et-Saint-Abdon)
178. Montigny-Saint-Barthélémy, Saint-Barthélémy
179. Montigny-sur-Armançon, Saint-Martin
180. Montlay-en-Auxois, Saint-Pierre
181. Montliot-et-Courcelles, Saint-Didier
182. Mont-Saint-Jean, Sainte-Anne
183. Morey-Saint-Denis, Notre-Dame-de-la-Nativité
184. Morville (Fresnes), Saint-Pierre-et-Saint-Paul
185. Mosson, Saint-Symphorien
186. Moutiers-Saint-Jean, Saint-Jean-de-Reome
187. Moutiers-Saint-Jean, Saint-Jean-Baptiste
188. Mussy-la-Fosse, Saint-Léger
189. Neuilly-les-Dijon, Saint-Victor
190. Nod-sur-Seine, Saint-Martin
191. Noidan, Saint-Andoche
192. Noiron-sous-Gevrey, Notre-Dame-de-la-Nativité
193. Norges(-la-Ville), Saint-Vallier
194. Normier, Saint-Martin
195. Nuits-Saint-Georges, Saint-Symphorien
196. Oigny, Notre-Dame
197. Oisilly, Saint-Léger
198. Origny, Notre-Dame-du-Mont-Carmel
199. Pernand-Vergelesses, Saint-Germain
200. Petit-Jailly (Touillon), Saint-Fiacre(-et-St-Germain-d’Auxerre)
201. Pichanges, Saint-Laurent(-et-Saint-Marc)
202. Planay, Saint-Laurent
203. Poiseul-la-Ville-et-Laperriere, Saint-Victor
204. Pothières, Saint-Pierre-et-Saint-Paul
205. Pouillenay, Saint-Symphorien
206. Pouilly-sur-Saone, Saint-Antoine
207. Pralon, Notre-Dame-de-l’Assomption
208. Precy-sous-Thil, Sainte-Trinité
209. Prusly-sur-Ource, Saint-Laurent
210. Puits, Notre-Dame-de-la-Nativité
211. Quincy-le-Vicomte, Saint-Martin
212. Recey-sur-Ource, Saint-Rémy
213. Reneve, Saint-Martin
214. Rochefort(-sur-Brevon), Notre-Dame-de-la-Nativité
215. Rochepot (La), Chapelle Notre-Dame du Chateau
216. Roche-Vanneau (La), Saint-Martin
217. Rougemont, Notre-Dame
218. Rougemont, Château féodal
219. Ruffey-les-Beaune, Saint-Léger
220. Ruffey-les-Echirey
221. Sacquenay, Saint-Pierre-et-Saint-Paul
222. Saint-Apollinaire, Saint-Apollinaire
223. Saint-Aubin, Saint-Aubin
224. Sainte-Colombe, Sainte-Croix
225. Sainte-Sabine, Saint-Martin
226. Saint-Germain-le-Rocheux, Saint-Germain
227. Saint-Germain-les-Senailly, Saint-Germain-d’Auxerre
228. Saint-Germain-Source-Seine, Notre-Dame
229. Saint-Helier, Saint-Barthélémy
230. Saint-Jean-de-Boeuf, Saint-Jean-Baptiste
231. Saint-Julien
232. Saint-Just (Fain-les-Moutiers), Saint-Georges
233. Saint-Léger-Triey, Saint-Léger
234. Saint-Léger-Triey, Notre-Dame-de-l’Assomption
235. Saint-Martin-du-Mont, Saint-Martin
236. Saint-Mesmin, Saint-Sulpice
237. Saint-Phal
238. Saint-Philibert, Saint-Philibert
239. Saint-Pierre-en-Vaux, Saint-Pierre
240. Saint-Romain(-le-Haut), Saint-Hilaire (ou St-Romain?)
241. Saint-Sauveur, Sainte-Trinité(-et-Saint-Ursule)
242. Saint-Seine-sur-Vingeanne, Saint-Seine
243. Salives, Saint-Martin
244. Salmaise, Notre-Dame-de-la-Nativité
245. Salmaise, Saint-Marc (Chapelle du Chateau)
246. Salmaise, Saint-Jean-de-Bonnevaux
247. Santenay (hameau de Narosse), Saint-Jean-Baptiste
248. Saulieu, Saint-Andoche
249. Saussey, Saint-Laurent
250. Savigny-les-Beaune, Saint-Cassien
251. Seigny, Saint-Prix
252. Selongey, Maison Romane
253. Semond, Eglise de l’Immaculee Conception
254. Sennecey-les-Dijon, Saint-Maurice
255. Sussey, Saint-Pierre-et-Saint-Paul
256. Soussey-sur-Brionne, Saint-Jean
257. Terrefondrée, Notre-Dame-de-la-Nativité
258. Thénissey, Saint-Léger
259. Til-Châtel, Saint-Florent-et-Saint-Honoré
260. Thoisy-le-Désert, Saint-Maurice
261. Thorey-sous-Charny, Saint-Martin
262. Thoste(s), Sainte-Croix
263. Thury, Saint-Martin
264. Toutry, Saint-Martin
265. Trouhaut, Saint-Philibert
266. Val-des-Choues (Villiers-le-Duc), Abbaye du Val-des-Choues
267. Vandenesse-en-Auxois, Notre-Dame-de-l’Assomption
268. Vaugimois (Villaines-en-Duesmois), Sainte-Marguerite
269. Velogny, Saint-Nicolas
270. Verdonnet, Saint-Barthelemy
271. Saint-Saturnin de Vergy
272. Vertault, Saint-Pierre-es-Liens
273. Vertault, Ferme de la Motte
274. Vesvres, Saint-Baudri
275. Vic-de-Chassenay, Saint-Martin
276. Vic-des-Prés, Saint-Pierre
277. Vic-sous-Thil, Saint-Jean-Baptiste
278. Vieux-Château, Saint-Laurent
279. Viévy, Saint-Christophe
280. Villargoix, Saint-Gregoire
281. Villebichot, Notre-Dame-de-l’Assomption
282. Villeneuve-les-Convers (La)
283. Villers-la-Faye, Chapelle du Cimetiere
284. Villey-sur-Tille, Saint-Jean-Baptiste
285. Villey-sur-Tille, Saint-Hermes-et-Saint-Augustin
286. Villy-en-Auxois, Saint-Martin
287. Villy-le-Moutier, Saint-Révérien(-et-Saint-Blaise)
288. Viserny, Sainte-Christine
289. Vitteaux, Saint-Germain-d’Auxerre
290. Vix, Saint-Marcel, ehem. Priorat
291. Voisin (Nod-sur-Seine), Sainte-Catherine
292. Voudenay, Saint-Martin
293. Vougeot, Clos de Vougeot